# Тулинцы (озеро)
Тулинцы — пресноводное озеро на территории Амбарнского сельского поселения Лоухского района Республики Карелии.

## Общие сведения
Площадь озера — 5,6 км², площадь водосборного бассейна — 39,5 км². Располагается на высоте 91,8 метров над уровнем моря.
Форма озера лопастная, продолговатая: оно более чем на пять километров вытянуто с запада на восток. Берега каменисто-песчаные, преимущественно заболоченные.
Через озеро течёт ручей Тулинец, впадающий в озеро Боярское, через которое протекает река Пулома, впадающая в Энгозеро. Воды Энгозера через реки Калгу и Воньгу попадают в Белое море.
В озере расположено не менее пяти небольших безымянных островов.
Населённые пункты и автодороги вблизи водоёма отсутствуют.
Код объекта в государственном водном реестре — 02020000711102000003122.